# Reg Lye
Reg Lye (ur. w 1912 w Sydney, zm. 23 marca 1988 w Australii) – australijski aktor telewizyjny i filmowy, pracujący w Australii i Anglii.

## Życie i kariera
Był jednym z najbardziej popularnych australijskich aktorów lat 50., występował w filmie, na scenie jak i w radiu. Na początku lat 60. przeniósł się do Anglii. Wrócił do Australii na początku lat 70., kiedy kino australijskie zaczęło się rozwijać.
Na dużym ekranie zadebiutował w 1953 w przygodowym filmie kryminalnym Król koralowych mórz. W 1963 zagrał w zwariowanej komedii kryminalnej Na tropie policjantów, grając u boku komika Petera Sellersa. Dwa lata później wystąpił w popularnym dramacie wojennym Król szczurów, grając u boku George'a Segala. W 1974 zagrał u boku m.in. Jacka Palance'a w horrorze Dracula. W 1981 wystąpił w jednej z głównych ról w thrillerze The Killing of Angel Street. Ostatnim filmem, w którym zagrał, był dramat Molly.
Wystąpił w wielu popularnych w Australii, Wielkiej Brytanii i na całym świecie serialach m.in.: Święty, Wings czy Crown Court.

## Wybrana filmografia
Filmy 
- 1953: Król koralowych mórz, (King of the Coral Sea) jako Grundy
- 1956: Walk Into Paradise jako Ned 'Shark-eye' Kelley
- 1963: Na tropie policjantów, (The Wrong Arm of the Law) jako Reg Denton
- 1965: Król szczurów, (King Rat) jako Tinker Bell
- 1967: Wyzwanie dla Robin Hooda, (A Challenge for Robin Hood) jako Much
- 1968: Zaginiony kontynent, (The Lost Continent) jako sternik
- 1974: Dracula jako dozorca w zoo
- 1979: Przypadkowa ekspedycja, (The Spaceman and King Arthur) jako więzień
- 1981: The Killing of Angel Street jako Riley
- 1983: Molly jako stary Dan

 Seriale 
- 1963–1964: Emergency-Ward 10 – 7 odcinków, jako Pan Anstruther
- 1964–1965: Święty – 3 odcinki, jako Kapitan Bill Williams/George/Pop Kinsall
- 1964–1969: Dixon of Dock Green – 7 odcinków, jako Jigger Lees/Boatman
- 1962–1971: Armchair Theatre – 3 odcinki, jako Charlie Gutteridge/Pan Williamson/tato
- 1965–1975: Z Cars – 10 odcinków, jako Pan Bright/Limpy Jack/Bernie Planter
- 1973–1976: Crown Court – 5 odcinków, jako Jack Smith/Tom Bernard
- 1977–1978: Wings – 9 odcinków, jako Tom